# كازو إيتو
كازو إيتو (باليابانية: 伊藤かずえ؛ بالكانا: いとう かずえ) هي مؤدية صوت وممثلة يابانية، ولدت في 7 ديسمبر 1966 في سيا-كو في اليابان.

## وصلات خارجية
- كازو إيتو على موقع IMDb (الإنجليزية)
- كازو إيتو على موقع ميوزك برينز (الإنجليزية)
- كازو إيتو على موقع قاعدة بيانات الفيلم (الإنجليزية)